# Cavaleiro

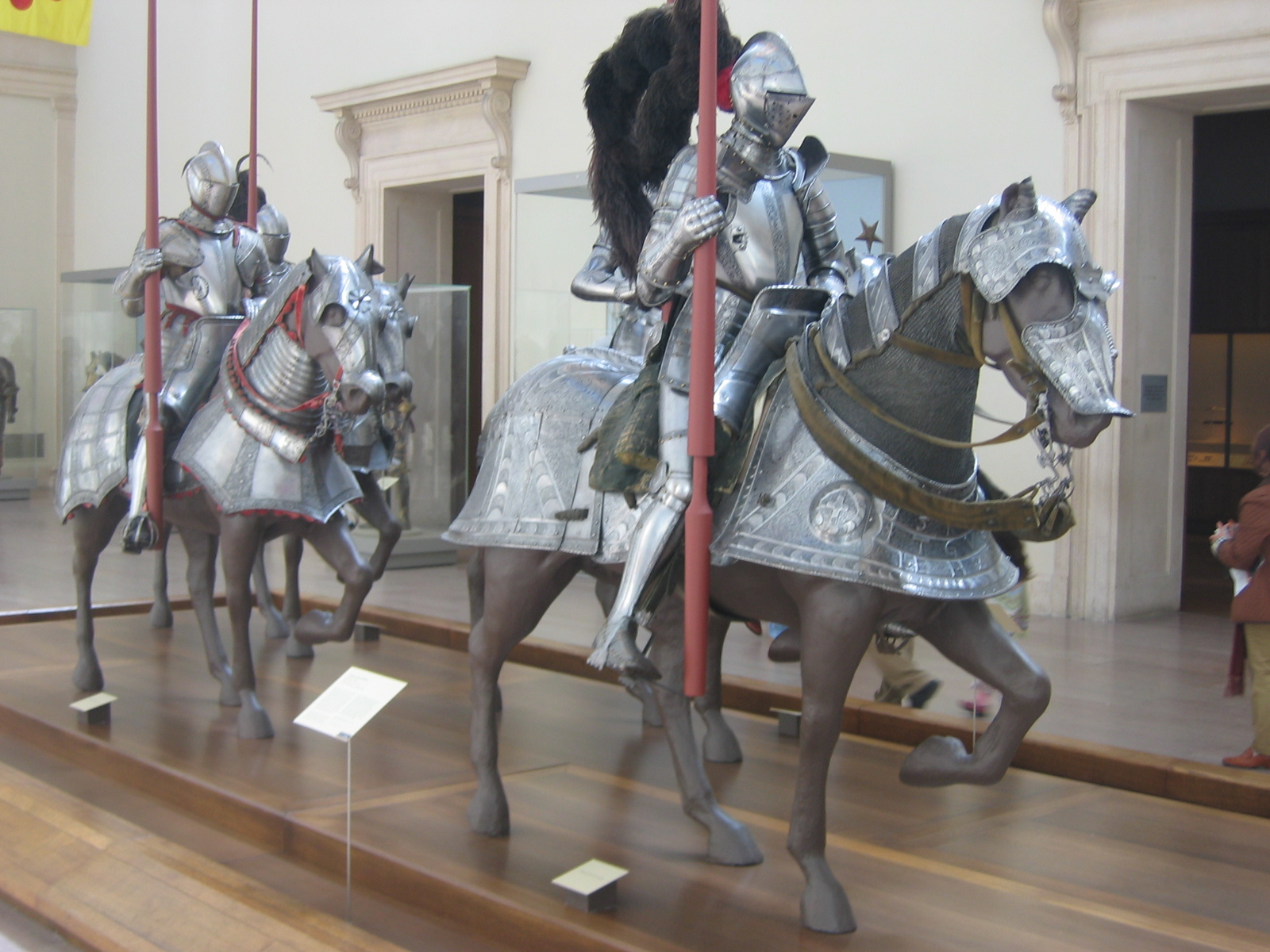
Armaduras no Museu Metropolitano de Arte, Nova Iorque

Um cavaleiro pode ter vários significados quase sempre associados às características nobres do cavalo e ao facto de o montar. Nesse sentido é igualmente uma pessoa a quem é concedido um título nobiliárquico por um soberano, ou outro líder político, por relevantes serviços ao país e que se opunha ao simples peão.

## História do título nobiliárquico

A divisão medieval dos três municípios: o clero, os cavaleiros e os servos.

Para os gregos e romanos, ser cavaleiro implicava  prestígio social e económico.
Na Grécia Antiga, hipeis, literalmente "cavalaria", constituía a segunda mais alta dentre as quatro classes sociais de Atenas e era constituída pelos homens que podiam comprar e manter um cavalo de guerra, a serviço da pólis. A hipeis é comparável aos equestres romanos e aos cavaleiros medievais. 
A cavalaria da Roma Antiga era um corpo do exército romano, composta pelos equites, recrutados desde os tempos de Rômulo entre os cidadãos romanos. Posteriormente foram incluídos os sócios latinos e, finalmente, também  os provinciais (auxiliares). 
Entre as tribos nômades da Ásia Central, o cavalo não foi apenas o meio de transporte que permitiu o deslocamento desses povos desde as planícies da Mongólia até às fronteiras da Europa central - como no caso dos Hunos e dos exércitos de Gengis Khan. O animal também figurava em rituais mágicos religiosos e, no limite, podia servir como alimento. Por ocasião da morte do cavaleiro, seu cavalo chegava mesmo a ser enterrado com ele, o que era usual entre algumas tribos hititas. 
Na Idade Média, a cavalaria era uma instituição, dotada de um código de conduta e de  honra próprio que regulava não somente a arte da guerra, mas também a conduta social. Na guerra, o uso do cavalo para tracção dos carros  de ataque foi abandonado, e o animal passou a ser usado apenas como montaria. Dada a necessidade de proteção do cavaleiro, foi inventada a armadura, que evoluiu nos seus vários estilos, dando origem à cavalaria pesada, uma das mais poderosas armas das guerras medievais.

## Etimologia
As palavras cavalarias e cavaleiro derivam do baixo latim caballus, que originalmente significava "cavalo castrado" ou "cavalo de trabalho", em oposição ao termo latino clássico Equus -  aplicável aos cavalos de boa raça, utilizados na guerra pelos Equites, a ordem equestre romana, correspondente aos hipeis da Grécia Antiga.

## Cavaleiros nas etapas da história

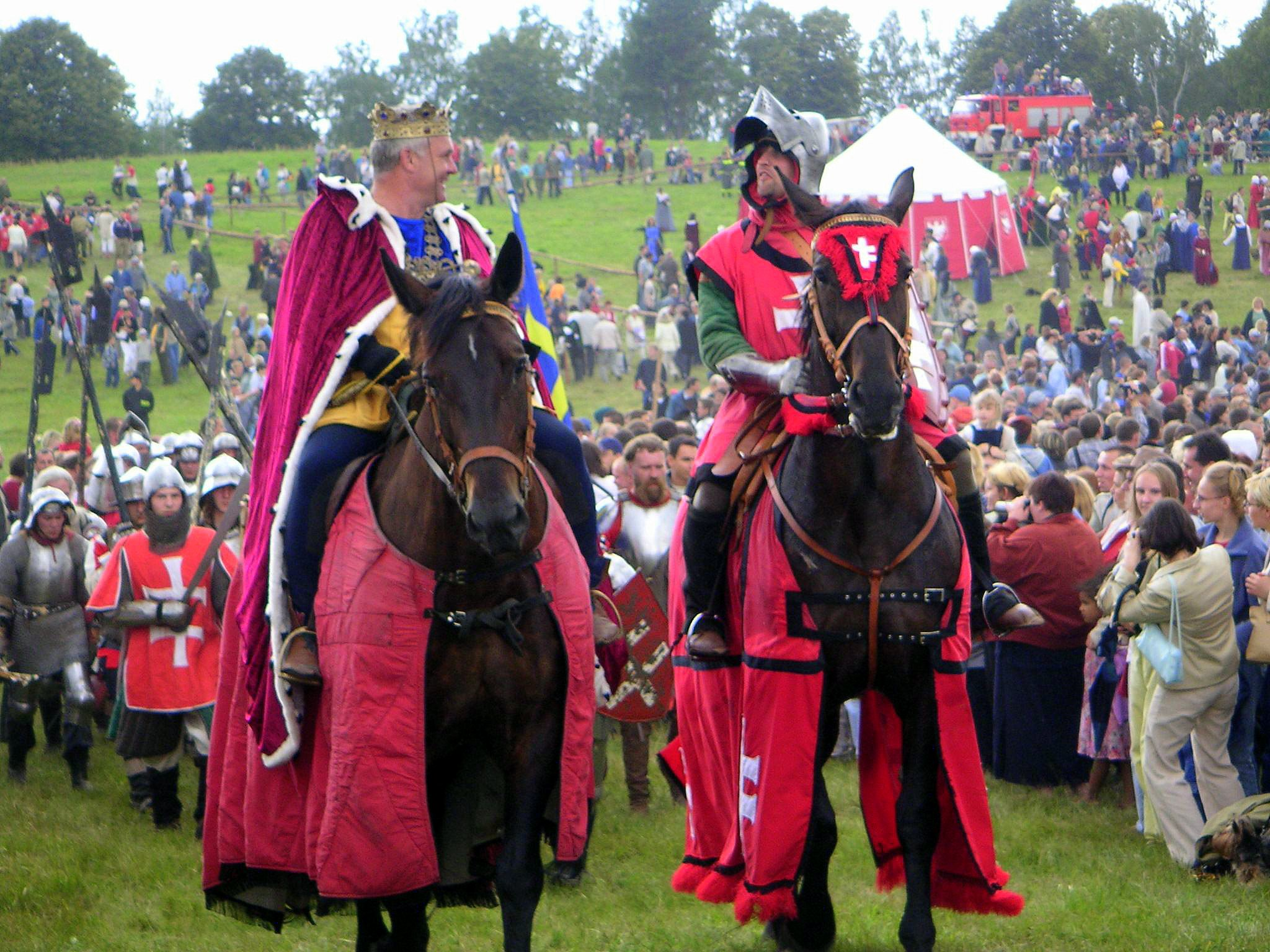
Representação de um dos maiores eventos da história Europa: A Batalha de Grunwald, Tannenberg (Polónia)

- Cavaleiro Savarano: Foram a força militar principal do exército do Império Sassânida.
- Cavaleiro do Império Romano: Denominados por Equites, davam forma à Ordem Equestre Romana (ordo equester) que se formava na mais baixa das duas classes aristocráticas da Roma antiga, estando abaixo da Ordem Senatorial (ordo senatorius).
- Cavaleiro Coberto ou Caballero: Tem origem na nobreza de Espanha.
- Cavaleiro de qualquer Ordem: Com origem nas ordens religiosas, ordens militares como os Templários, entre outros.
- Pessoa que se comporta de forma nobre: é um "cavalheiro"
- Cavaleiro andante, expressão vulgar dos livros de cavalaria, ser repleto de nostalgias e sonhos que buscava continuamente e de quem Don Quijote de la Mancha, é um exemplo típico.
- Cavaleiro de Praça: Toureiro.
- Couraceiros (do francês cuirassier): eram soldados de cavalaria equipados com armadura e, posteriormente, com armas de fogo, aparecendo originalmente na Europa no século XV. O termo é derivado da couraça, a peça de armadura que protegia o peito. Os primeiros couraceiros foram sucessores dos cavaleiros medievais, dos quais não se distinguiam muito, já que também usavam armadura completa. Diferenciavam-se apenas pelo uso de pistolas e de botas de montar. Alcançaram maior notoriedade durante as guerras napoleônicas e estiveram pela última vez em campo de batalha durante os primeiros estágios da Primeira Guerra Mundial. Atualmente, constituem tropas cerimoniais de vários países.
- Cavaleiro é também uma das peças de xadrez que hoje é geralmente representado por um cavalo, Muitas vezes, em pé sobre as patas traseiras. Isso ocorre porque, na tradição do jogo (que teve muitas variações e modificações até a xadrez moderno) as peças representavam guerreiros e, em vez do cavalo actual, muitas vezes representava a figura de um guerreiro sentado num cavalo de sela.

## Os cavaleiros e o feudalismo
Os cavaleiros feudais eram guerreiros que se deslocam a cavalo em proveito próprio ou ao serviço do rei ou outro senhor feudal, faziam-no com o objetivo de defesa dos territórios e em paga de terras (Tenência) recebidas do rei ou de outros senhor feudal. Também podiam receber um soldo, caso não fossem pagos em terras como eram os casos das tropas mercenárias.
O cavaleiro feudal tinha quase sempre origem na nobreza, que tendo servido ao rei ou a outro grande senhor feudal como pajem ou escudeiro eram depois durante uma importante cerimónia de investidura elevados à categoria de cavaleiro. 
Durante essa cerimônia o candidato a cavaleiro prestava juramento comprometendo-se a ser sempre corajoso, leal, cortês, e proteger os indefesos. 
Nos finais do século XV, o título de cavaleiro foi concedido aos civis como homenagem ou recompensa por serviços públicos e privados. Este título é reconhecido em vários países sendo a sua atribuição uma honra conferida geralmente pelo monarca. Tanto homens como mulheres, foram ao longo dos tempos e em reconhecimento de notável mérito pessoal, condecorados com o título de cavaleiro. O título Sir usado como prefixo ao nome é usado após as iniciais da ordem de cavalaria, no Reino Unido.
|  |  |  |

## Armamento usualmente utilizado pelo cavaleiro

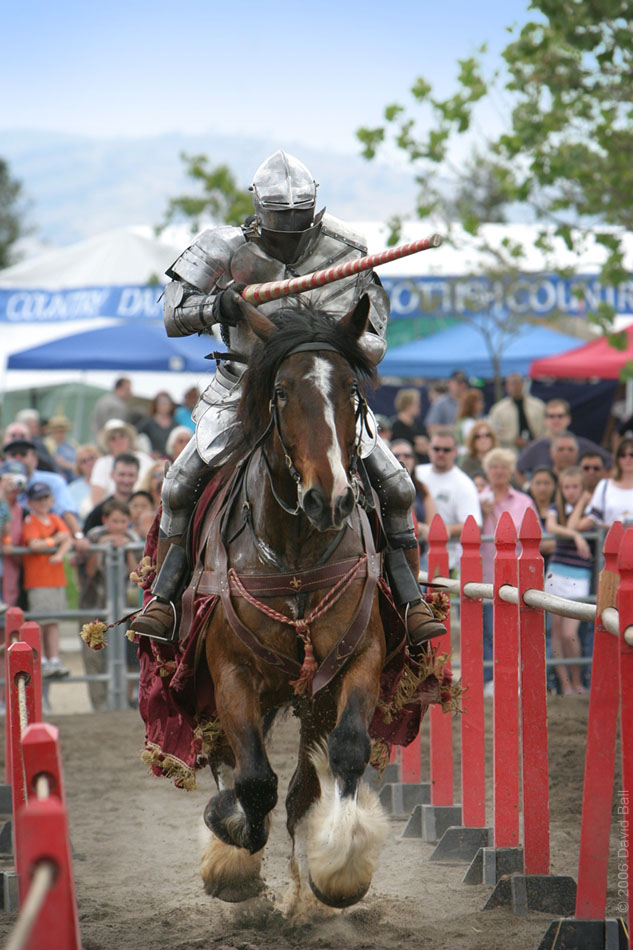
Cavaleiro medieval em competição

- Espada Montante ou também Espada Bastarda: Era uma espada de grande dimensão, utilizada para combater a cavalo. Devia ter a força necessária para derrubar o adversário e no entanto dar ao seu utilizador a mobilidade necessária para o combate corpo a corpo.
- Móca: Era uma peça de ferro pesada com picos aguçados na ponta destinada a bater e quebrar o crânio do adversário a que os espanhóis dão o curioso nome de Lucero del alba (arma) (Luzeiro da alvorada). Em inglês, "Morning Star", significando "Estrela da manhã", se referindo ao seu formato semelhante às representações do Sol.
- Besta: Poderosa arma de disparar flechas que mesmo com o cavalo a galope tinham um efeito devastador no adversário. O papa Inocêncio III, chegou mesmo proibi-la por ser demasiado "maligna".
- Alabarda: É uma arma composta por uma longa haste rematada por uma peça pontiaguda, de ferro, que por sua vez é atravessada por uma lâmina em forma de meia-lua (similar à de um machado). É considerada a arma de infantaria mais eficaz contra invasores em fortificações e castelos.
- Armadura: É uma vestimenta utilizada para protecção pessoal, originalmente de metal, usada por soldados, guerreiros e cavaleiros como uma forma de protecção às armas brancas durante uma batalha.

## O cavaleiro e as ordens monásticas
- Cavaleiros da Ordem Soberana e Militar de Malta;
- Cavaleiros da Ordem de São Lázaro;
- Cavaleiros da Ordem dos Templários;
- Cavaleiros da Ordem Teutónica;
- Cavaleiros da Ordem de São Bento de Avis;
- Cavaleiros da Ordem de Alcântara;
- Cavaleiros da Ordem de Calatrava;
- Cavaleiros da Ordem de Santiago;

## Ordens de cavalaria
- Ordem do Infante D. Henrique, Ordem honorífica Portuguesa que visa distinguir a prestação de serviços relevantes a Portugal, no País ou no estrangeiro ou serviços na expansão da cultura portuguesa, sua História e seus valores.
- Ordem Equestre e Militar de São Miguel da Ala, fundada por D. Afonso Henriques de Portugal depois da tomada de Santarém aos muçulmanos, em 1147.
- Ordem de São Jorge, Rússia.
- Ordem de São Jorge, fundada pelo rei Carlos I da Hungria;
- Ordem da Jarreteira, fundada pelo rei Eduardo III de Inglaterra;
- Ordem do Dragão, fundada pelo imperador Sigismundo;
- Ordem do Tosão de Ouro, fundada por Filipe III de Borgonha;
- Ordem de São Miguel, fundada pelo rei Luís XI de França;
- A Mais Antiga e Mais Venerável Ordem do Cardo-selvagem, fundada pelo rei Jaime II de Inglaterra;
- Ordem do Elefante, fundada pelo rei Cristiano I da Dinamarca;
- A Mui Honorável Ordem do Banho (formalmente A Mui Honorável Ordem Militar do Banho), fundada pelo rei Jorge I da Grã-Bretanha.
- Ordem Suprema da Santíssima Anunciação, é a mais alta honraria da Casa de Saboia.
- Ordem do Arminho, fundada por João V da Bretanha;
- Ordem de Santo Estêvão, fundada por Cosme I da Toscana.
- Ordem dos Cavaleiros do Espírito Santo, fundada por Henrique III de França;
- Ordem militar do Sangue de Cristo, fundada por Vincente I Gonzaga;
- Ordem de São José, fundada por Fernando III da Toscana;
- Ordem do Príncipe Danilo I do Montenegro, fundada por Danilo I do Montenegro;
- Ordem de São Pedro de Cetinje, fundado por Nicolas I do Montenegro;
- Real Ordem de São Jorge Para a Defesa da Imaculada Conceição, fundada por Maximilian II Emanuel da Bavaria;
- Ordem da Coroa da Roménia, fundada por Carlos I da Roménia.
- Ordem Real do Leão de Godenu, do reino subnacional de Gbi-Godenu em Gana

## Reis cavaleiros
Ao longo dos séculos XI, XII, XIII e XIV, no período heroico da cavalaria, um dos factores mais importantes para a cavalaria foi o surgir dos reis cavaleiros. Estes reis que abraçaram os ideais da cavalaria, tanto os ideais militares como os ideias míticos do cavaleiro andante, vieram trazer novos valores com a elevação da honra, da religiosidade cristã, da coragem e da justiça.[carece de fontes?]
Nesta fase da história do homem cavaleiro nasce o cavaleiro mítico que seria lembrado como um figura mítica e idealizada, conduzindo inevitavelmente estados medievais. A sua imagem foi usada para instigar o moral e motivação para os gentios, que por vias disso se mantinham fiéis aos princípios do cristianismo. Entre as personalidades mais conhecidas são do cavaleiro medieval encontram-se:

## Século VI
- O rei Artur: Rei inglês mítico que está definido no século VI. Na literatura, ele seria o fundador da cavalaria medieval inglesa e um dos seus mais belos símbolos.

## Século IX
- Carlos Magno (742 - 814). Rei dos Francos e cavaleiro.
- Arnulfo da Caríntia (850 - 899). Rei da Leste da França e cavaleiro.

## Século XI
- Ladislau I da Hungria (1046 - 1096), Rei e santo da Hungria.

## Século XII
- Roberto II de Normandia (1051 - 1134), Duque da Normandia e cavaleiro das Cruzadas.
- D. Afonso Henriques (1109 - 1185), Fundador do Reino de Portugal e primeiro Rei de Portugal.
- Luís VII de França (1120 - 1180), Rei da França e cavaleiro das Cruzadas,
- Frederico Barbarossa (1123 -1190), Sacro Império Romano-Germânico, Cavaleiro das Cruzadas.
- Géza II da Hungria (1130 - 1162). Rei da Hungria e cavaleiro.
- Bela III da Hungria (1148 - 1196), Rei da Hungria e cavaleiro.
- Ricardo I de Inglaterra (Ricardo I de Lionheart) (1157 - 1199). Rei de Inglaterra e cavaleiro das Cruzadas.
- Afonso VIII de Castela (1158 - 1214). Rei da Castela e cavaleiro.
- Filipe II de França (1165 - 1223), Rei da França e cavaleiro das Cruzadas.

## Século XIII
- Pedro II de Aragão (1178 - 1213), Rei de Aragão e cavaleiro.
- João I de Brienne (1170 - 1237), Rei de Jerusalém e cavaleiro.
- André II da Hungria (1176 - 1235), Rei da Hungria e cavaleiro das Cruzadas.
- Fernando III de Leão e Castela (1198 - 1252), Rei de Castela e Leão, Cavaleiro medieval.
- Luís IX de França (1214 - 1270), Rei da França e cavaleiro das Cruzadas.

## Século XIV
- João I da Boémia (1296 - 1346), Rei da Boémia e cavaleiro.
- Eduardo III de Inglaterra (1312 - 1377). Rei de Inglaterra e um dos mais famosos cavaleiros da Guerra dos Cem Anos.
- Luís I da Hungria, "o Grande" (1326 - 1382), Rei da Hungria e cavaleiro.
- João II de França (1319 - 1364), Rei da França e cavaleiro.
- Sigismundo (1368 - 1437), Rei da Hungria, Imperador Romano-Germânico e cavaleiro.

## Século XVI
- Francisco I de França (1494 - 1547), Rei da França e cavaleiro.
- Carlos I de Espanha, (1500 - 1558), Rei da Espanha e do Sacro Império Romano-Germánico.

## Tauromaquia
Elemento artístico de comprovada tradição na corrida de touros, tal como se realiza em Portugal. Veste casaca de seda bordada a ouro ou prata, semelhante às usadas no reinado de Luís XV, colete de cetim bordado a fio de seda, bota alta e tricórnio emplumado. O cavaleiro tauromáquico profissional existe há já bastantes anos em Portugal, diferenciando-se entre si através do estilo, do valor, da concepção tauromáquica em que se formaram.
Historicamente pode atribuir-se aos fidalgos espanhóis o início da prática do toureiro equestre. O rei Filipe IV de Espanha proibiu o então divertimento aos nobres da sua corte, vindo este gosto, pelo cavalo e pelo touro, a ser preferentemente praticado em Portugal. Uma vez implantado com todos os requisitos exigíveis e no sentido da lide do touro, as regras surgiram naturalmente, mantendo-se, no entanto, a exigência de uma perfeita equitação.